# Сайфуллин, Альберт Гансович
Альберт Гансович Сайфуллин (тат. Альберт Ганс улы Сәйфуллин) — заслуженный артист Татарстана, российский и татарский артист, солист, инструменталист, преподаватель государственного университета в городе Лоян (Китай) по специальности фортепиано (2019 — по наст. время).

## Биография
Родился в городе Казань 1 апреля 1968 года в семье известного татарского композитора Ганса Хамитовича Сайфуллина, который стал его первым учителем и вдохновителем.
В 1975 году поступил в среднюю специальную музыкальную школу при Казанской Государственной консерватории.
С 1986 по 1995 годы обучался в Казанской Государственной Консерватории по специальности фортепиано под руководством профессоров Столова В.А и Абдуллиной Г. К.
В 1998 году окончил Университет музыки и театра Граца
Сайфуллин Альберт Гансович — музыкант с широким творческим диапазоном, в его репертуаре свыше 100 произведений Моцарта, Бетховена, Шопена, Рахманинова, Фасиля Ахметова, Рустема Яхина. Занимается активной концертной деятельностью по России, Татарстану и за рубежом. Основная сфера музыкальной деятельности — Музыка эпохи романтизма, Венская классическая школа, и татарская классика.
Получил звание Лауреата Международного музыкального фестиваля в Тунисе в категории «Инструментальные ансамбли», выступив дуэтом с балалаечником виртуозом и лауреатом международных фестивалей Рафисом Тазетдиновым. В 2019 году был награжден почетным званием Заслуженный артист Татарстана, принимает постоянное участие в мероприятиях Гостевых домов, организуемых для высших лиц Республики Татарстан, проводит открытие выставок знаменитых художников. Имея большой опыт за своими плечами в музыкальной карьере, Альберт Сайфуллин принимает участие в республиканских, российских, международных конкурсах и фестивалях в качестве жюри, помогает молодым музыкантам проводя различные мастер-классы передавая свой опыт молодому поколению.
С 1987 по 1989 год — артист хора Ансамбля Песни и танца Приволжского военного округа г.Самара.
С 1998 по 2009 год — помощник и музыкант отца Ганса Сайфуллина по фестивалю «Татар яшлэре жыены».
С 2003 по 2005 год — концертное турне по городам России в составе трио с Рафиком Тазетдиновым (балалайка), и Абузаром Файзуллиным (баян)
С 2005 по 2006 год — заместитель директора АНО «Региональное общество защиты прав авторов».
С 2006 по 2007 год — пианист общества с ограниченной ответственностью «Джокер».
С 2006 по 2012 год — музыкант общества с ограниченной ответственностью «Корстон-Казань»
С 2007 года — солист Королевского Оркестра Марокко г. Рабат (Профессорская должность).
С 2012 года по наст. время принимает участие в творческом объединении «Триумф» в составе жюри.
2015 год — художественный директор и организатор сольного концерта Евгения Войнова, солиста ВИА «Синяя птица».
2016 год — почетный член жюри Международного конкурс-фестиваля «Звуки и краски столицы»
С 2019 года по наст. время — преподаватель государственного университета в городе Лоян на западе провинции Хэнань в Китае по специальности фортепиано.

## Награды и премии
- 1989 — дипломант Всероссийского конкурса пианистов «Содружество».
- 1999 — Дипломант Международного музыкального фестиваля в Тунисе в категории «Инструментальные ансамбли» в дуэте с Лауреатом международных конкурсов и фестивалей, виртуозом-балалаечником Рафиком Тазетдиновым. Репертуар: переложения народных и классических произведений для балалайки и фортепиано
- 2002 — Дипломант международного музыкального фестиваля в г.г. Реймс и Сент (Франция) в сольной категории.
- 2019 — Награжден почетным званием Заслуженный артист Республики Татарстан.

## Дискография
- 2012 — Albert Saifullin (Piano)
- 2012 — Déjà vu (Совместно с Джамилем Шарифуллиным)